# 中国共产党中央委员会关于无产阶级文化大革命的决定

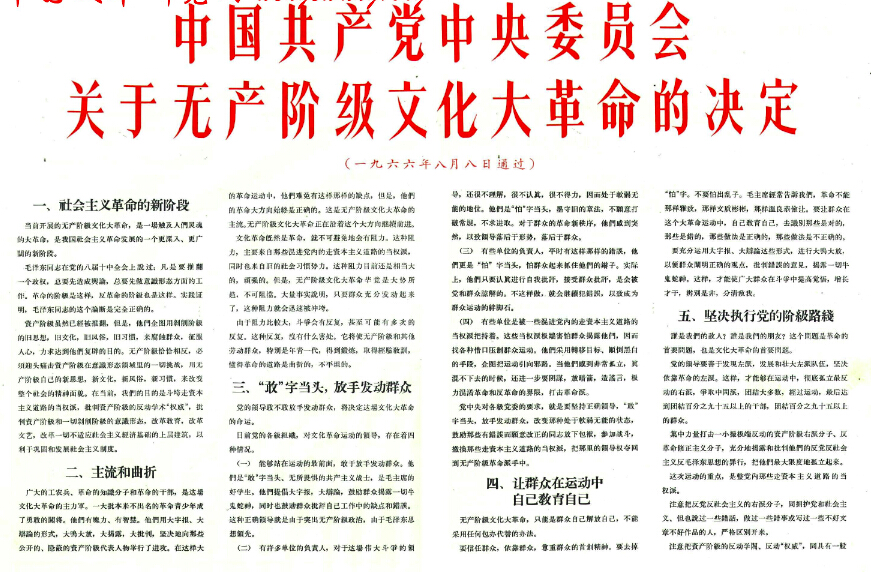
《人民日报》1966年8月9日

《中国共产党中央委员会关于无产阶级文化大革命的决定》，又称《中共中央关于无产阶级文化大革命的决定》、《关于无产阶级文化大革命的决定》，简称《十六条》，为中共八届十一中全会1966年8月8日通过的决定。《人民日报》等报刊于8月9日全文发表。该决定标志着文化大革命从刘少奇、邓小平等领导下由派驻各单位的工作组具体领导的阶段进入到毛泽东等支持的群众造反阶段。

## 内容梗概
该决定共有十六条，每条均有小标题：
1. 社会主义革命的新阶段：
无产阶级文化大革命“是一场触及人们灵魂的大革命”，是中国“社会主义革命发展的一个更深入、更广阔的新阶段”，当前的目的是“斗垮走资本主义道路的当权派，批判资产阶级的反动学术“权威”，批判资产阶级和一切剥削阶级的意识形态，改革教育，改革文艺，改革一切不适应社会主义经济基础的上层建筑，以利于巩固和发展社会主义制度。”
2. 主流和曲折：
“广大的工农兵、革命的知识分子和革命的干部，是这场文化大革命的主力军。一大批本来不出名的革命青少年成了勇敢的闯将。”“文化革命既然是革命，就不可避免地会有阻力。这种阻力，主要来自那些混进党内的走资本主义道路的当权派，同时也来自旧的社会习惯势力。但是，无产阶级文化大革命毕竟是大势所趋，不可阻挡。大量事实说明，只要群众充分发动起来了，这种阻力就会迅速被冲垮。”“由于阻力比较大，斗争会有反复，甚至可能有多次的反复。”
3. “敢”字当头，放手发动群众：
“党中央对各级党委的要求，就是要坚持正确领导，“敢”字当头，放手发动群众，改变那种处于软弱无能的状态，鼓励那些有错误而愿意改正的同志放下包袱，参加战斗，撤换那些走资本主义道路的当权派，把那里的领导权夺回到无产阶级革命派手中。”
4. 让群众在运动中自己教育自己：
“无产阶级文化大革命，只能是群众自己解放自己，不能采用任何包办代替的办法。”“要信任群众，依靠群众，尊重群众的首创精神。要去掉“怕”字。不要怕出乱子。”
5. 坚决执行党的阶级路线：
“这次运动的重点，是整党内那些走资本主义道路的当权派。”
6. 正确处理人民内部矛盾：
正确处理人民内部矛盾，分清敌我矛盾。“在进行辩论的时候，要文斗，不用武斗。”
7. 警惕有人把革命群众打成“反革命”：
“在运动中，除了确有证据的杀人、放火、放毒、破坏、盗窃国家机密等现行反革命分子，应当依法处理外，大学、专科学校、中学和小学学生中的问题，一律不整。为了防止转移斗争的主要目标，不许用任何借口，去挑撥群众斗争群众，挑动学生斗争学生，即使是真正的右派分子，也要放到运动的后期酌情处理。”
8. 干部问题：
分清四类“干部问题”
9. 文化革命小组、文化革命委员会、文化革命代表大会：
“文化革命小组、文化革命委员会和文化革命代表大会是群众在共产党领导下自己教育自己的最好的新组织形式。它是我们党同群众密切联系的最好的桥梁。它是无产阶级文化革命的权力机构。”
“文化革命小组、文化革命委员会、文化革命代表大会不应当是临时性的组织，而应当是长期的常设的群众组织。它不但适用于学校、机关，也基本上适用于工矿企业、街道、农村。”
“文化革命小组、文化革命委员会的成员和文化革命代表大会的代表的产生，要象巴黎公社那样，必须实行全面的选举制。候选名单，要由革命群众充分酝酿提出来，再经过群众反复讨论后，进行选举。”
10. 教学改革：
“改革旧的教育制度，改革旧的教学方针和方法，是这场无产阶级文化大革命的一个极其重要的任务。”“在这场文化大革命中，必须彻底改变资产阶级知识分子统治我们学校的现象。”“在各类学校中，必须贯彻执行毛泽东同志提出的教育为无产阶级政治服务、教育与生产劳动相结合的方针……”“学制要缩短。课程设置要精简。教材要彻底改革，有的首先删繁就简。学生以学为主，兼学别样。也就是不但要学文，也要学工，学农，学军，也要随时参加批判资产阶级的文化革命的斗争。”
11. 报刊上点名批判的问题：
“在报刊上点名批判，应当经过同级党委讨论，有的要报上级党委批准。”
12. 关于科学家、技术人员和一般工作人员的政策：
“对于科学家、技术人员和一般工作人员，只要他们是爱国的，是积极工作的，是不反党反社会主义的，是不里通外国的，在这次运动中，都应该继续采取「团结、批评、团结」的方针。对于有贡献的科学家和科学技术人员，应该加以保护。对他们的世界观和作风，可以帮助他们逐步改造。”
13. 同城乡社会主义教育运动相结合的部署问题：“大中城市的文化教育单位和党政领导机关，是当前无产阶级文化革命运动的重点。”“文化大革命使城乡社会主义教育运动更加丰富、更加提高了。必须把两者结合起来进行。各地区、各部门可以根据具体情况进行部署。”
14. 抓革命，促生产：
“保证文化革命和生产两不误，保证各项工作的高质量”
15. 部队：
“部队的文化革命运动和社会主义教育运动，按照中央军委和总政治部的指示进行。”
16. 毛泽东思想是无产阶级文化大革命的行动指南

## 评价
- 1966年8月10日，《红旗》杂志编辑部发表文章称其为“无产阶级文化大革命的纲领”。
- 《关于建国以来党的若干历史问题的决议》认为：该决定对所谓“刘少奇、邓小平司令部”进行了错误的斗争，对党中央领导机构进行了错误的改组，成立了所谓"中央文革小组"并让它掌握了中央的很大部分权力。毛泽东的左倾错误的个人领导实际上取代了党中央的集体领导，对毛泽东的个人崇拜被鼓吹到了狂热的程度。[1]
- 韩丁：“正当这些地区学生组织不断成立，组织之间分歧明朗化时，国家领导人在北京发布了一个最重要的文件：《中国共产党中央委员会关于无产阶级文化大革命的决定》。”